# Comuna Tulîciv, Turiisk
Tulîciv (în ucraineană Туличів) este o comună în raionul Turiisk, regiunea Volînia, Ucraina, formată din satele Litîn, Molodivka, Radovîci, Serebreanîțea, Tulîciv (reședința) și Verbîcine.

## Demografie
Componența lingvistică a satului Tulîciv
     Ucraineană (99,41%)
     Alte limbi (0,59%)
Conform recensământului din 2001, majoritatea populației satului Tulîciv era vorbitoare de ucraineană (99,41%), existând în minoritate și vorbitori de alte limbi.